# Joseph Schacht
Joseph Franz Schacht (15 de marzo de 1902 – 1 de agosto de 1969) fue un profesor británico-alemán de árabe y islam en la Universidad de Columbia de Nueva York. Fue uno de los principales especialistas occidentales en derecho islámico y en estudios del hadiz, cuyo libro The Origins of Muhammadan Jurisprudence (1950) sigue considerándose una obra central sobre el tema. Autor de numerosos artículos en la primera y segunda edición de la Encyclopaedia of Islam, Schacht también coeditó la segunda edición de The Legacy of Islam y escribió el manual An Introduction to Islamic Law (1964).

## Vida y carrera
Schacht nació en una familia católica y, con gran afán de estudio, fue desde temprana edad alumno en una escuela hebrea. En Breslavia y Leipzig estudió lenguas semíticas, griego y latín con profesores entre los que se encontraba Gotthelf Bergsträßer.
En 1924 publicó su Habilitationsschrift: Das kitab al-hiial fil-fiqh (Buch d. Rechtskniffe) des abū Hātim Mahmūd ibn al-Hasan al-Qazuīnī, con traducción y comentario.
En 1925 obtuvo su primer puesto académico en la Albert-Ludwigs-Universität Freiburg (en Brisgovia). En 1927 pasó a ser professor extraordinarius, lo que lo convirtió en el profesor más joven de Alemania, y en 1929 professor ordinarius de lenguas semíticas. En 1932 fue nombrado profesor en la Universidad de Königsberg. En 1934, sin estar directamente amenazado ni perseguido, Schacht —firme opositor del régimen nazi— se trasladó a El Cairo, donde enseñó hasta 1939. Al estallar la Segunda Guerra Mundial, se encontraba en Inglaterra, donde ofreció sus servicios al Gobierno del Reino Unido y trabajó para la BBC. En 1947 adquirió la ciudadanía británica.
Enseñó en la Universidad de Oxford desde 1946. En 1954 se trasladó a los Países Bajos y enseñó en la Universidad de Leiden. En el curso 1957–1958 impartió docencia en Columbia, donde en 1959 fue nombrado catedrático de árabe y estudios islámicos. Permaneció en Columbia hasta su jubilación en 1969 como profesor emérito.
Una de sus contribuciones mayores al estudio del islam temprano fue reconocer que muchos hadices probablemente se remontan a personas en las que convergen múltiples tradiciones anteriores; a esa convergencia Schacht la llamó common link (“enlace común”). El concepto fue utilizado posteriormente por otros orientalistas.

## Pensamiento

### Teoría del derecho islámico
Schacht sostuvo que el derecho islámico no era, como enseñaba la jurisprudencia clásica,  
- el producto de seguir ordenadamente cuatro fuentes (por orden de importancia):

1. el Corán,
2. la Sunna (el cuerpo de costumbres y prácticas sociales y jurídicas de la comunidad islámica),
3. el qiyás (analogía jurídica), y
4. el ijmā‘ (consenso de los eruditos);

- ni su cronología seguía un camino directo de Alá → Mahoma → Compañeros → Seguidores → Fiqh;[4]
- ni el desarrollo del fiqh tuvo su centro, poco después de la muerte de Mahoma, en Medina, donde la memoria y la tradición sobre él eran más fuertes.

Según Schacht, el derecho surgió del desarrollo histórico de tres sunna distintas —cuerpos de costumbre, reglas y derecho— que operaron en paralelo durante el califato omeya:
1. la sunna preislámica de Arabia;
2. la sunna de las lejanas provincias omeyas, mezcla de costumbre y derecho administrativo; y más tarde
3. las «tradiciones vivas» de las nuevas escuelas islámicas.

La unificación del pensamiento jurídico (hasta quedar una sola sunna) se produjo con Al-Shafi‘i (767-820), cuando los hadices de Mahoma pasaron a ser preeminentes (salvo el Corán). Para Schacht, la escuela más influyente se desarrolló en Kufa (Mesopotamia) y sus preceptos se difundieron a otras ciudades como Medina.
A partir de ~100 A.H. (720 d. C.) los hadices de Mahoma «comenzaron a fabricarse», formando la Sunna islámica tal como hoy se conoce. Aunque los eruditos intentaron depurar los falsos mediante el ʻilm al-ḥadīth, para Schacht la mayoría (si no todos) serían inauténticos. Con excepción de «algunas modificaciones dictadas por el Corán», la «Sunna» islámica sería, a su juicio, la misma que la sunna de la Arabia preislámica. Un ejemplo del peso de la costumbre tradicional sería que, bajo el califato, el hurto se castigaba con flagelación aunque el Corán había prescrito mutilación.
Schacht explicaba en parte la fabricación de hadices por una «convención literaria, particularmente en Irak», según la cual los autores colocaban «su propia doctrina bajo el amparo de una autoridad antigua». La autoridad antigua por antonomasia era Mahoma y «hacia 120 A.H.» los juristas de Kufa —poco después los de Medina— empezaron a atribuir falsamente «sus nuevas doctrinas» primero a juristas anteriores y, con el tiempo, al propio Profeta. Schacht atribuye además parte del fenómeno al fervor religioso de quienes «detestaban» el uso de qiyás e ijmā‘. Hadices como «toda palabra atribuida a mí que concuerde con el Corán me pertenece, la haya dicho o no» servían para justificarlo. Aunque falsas, tales atribuciones se amparaban en la «legitimidad definitiva» de lo que dijo e hizo Mahoma.

### Pruebas de creación tardía
Como evidencias de que la mayoría de hadices se crearon después de 100 A.H., Schacht señalaba que:
1. todos los escritos auténticos tempranos de derecho islámico están prácticamente desprovistos de menciones a hadices de Mahoma;[15]
2. las primeras doctrinas de las escuelas jurídicas «casi siempre» se remontan a un jurista anterior o a los Compañeros de Mahoma, pero «casi nunca» al propio Mahoma;[16][17]
3. «la mejor forma de probar que una tradición no existía en determinado momento» era «mostrar que no se usa como argumento jurídico en una discusión que habría hecho imprescindible referirse a ella de haber existido».[18] Frente a la objeción de que quizá los juristas no conocían tal argumento, Schacht aduce:

a) las comunicaciones del imperio permitían que «doctrinas y opiniones» se difundieran con facilidad entre centros jurídicos;
b) si la conducta y palabras de Mahoma hubieran sido la base del derecho desde el inicio, es improbable que los implicados en asuntos jurídicos —«entre los hombres más doctos y piadosos del islam»— las ignorasen;
c) existen «cientos de ejemplos» de disparidad entre decisiones tempranas y tradiciones posteriores. En palabras de David F. Forte, «resulta más allá de lo razonable pensar que aquellos hombres fueran tan consistentemente ignorantes de acciones contrarias del Profeta».

## The Origins of Muhammadan Jurisprudence
En conjunto, Origins critica los métodos y estándares de verificación del isnád tal como los articuló por primera vez Al-Shafi‘i y los desarrollaron sus alumnos en los siglos VIII y IX, etapa clave en la formación del fiqh. La investigación de Schacht se apoya en figuras europeas de los siglos XIX y XX como Gustav Weil e Ignác Goldziher. Aboga por una aproximación escéptica a las formas medievales de crítica del isnād, a su juicio en gran parte fabricadas, que constituyen el grueso del enfoque suní para verificar tradiciones proféticas de carácter jurídico.

#### Argumento y método
Schacht sitúa los orígenes del ʿilm al-ḥadīth en los siglos VIII y IX, coincidiendo con la profesionalización de los muḥaddithūn (tradicionalistas) y los fuqahāʾ (juristas) en los centros urbanos de Oriente Próximo.
Atribuye al imán al-Shāfiʿī, fundador de la escuela shafií, la «creación» de «lo esencial» de la teoría del fiqh basada en cuatro fuentes ya mencionadas: Corán, hadices del Profeta y de sus Compañeros, consenso y analogía.
Dado que el Corán contiene relativamente pocos versículos de fiqh, el sistema de al-Shāfiʿī implicaba que «la gran mayoría» de las normas del derecho islámico se derivaran de hadices. Al-Shāfiʿī insistía en que «nada» podía prevalecer sobre la autoridad del Profeta, «aunque» un dictamen estuviera «atestiguado solo por una tradición aislada», y que un hadiz «bien autentificado» (ṣaḥīḥ) que se remontara a Mahoma tenía «precedencia sobre las opiniones» de Compañeros, Seguidores y autoridades posteriores.
Siguiendo a Goldziher, Schacht sostiene que fue al-Shāfiʿī quien elevó por primera vez la sunna y sus tradiciones a gran relevancia jurídica: el Corán y los hadices pasaron a tener un peso comparable al del consenso, si bien los hadices del Profeta debían considerarse más autoritativos que los de los Compañeros y podían imponerse a cualquier otra fuente. No obstante, Schacht señala que al-Shāfiʿī aplica esa regla con inconsistencia, prefiriendo en ocasiones hadices de Compañeros que contradicen los atribuidos al Profeta, especialmente cuando validaban prácticas rituales universalmente aceptadas (como la oración) o cuando disputaban posiciones de sus oponentes.
A partir de ello, Schacht concluye que la «ciencia del hadiz» de al-Shāfiʿī supuso más bien una aceptación poco crítica de tradiciones proféticas que justificaban sus propias preferencias jurídicas, tradiciones que no resistirían un escrutinio más riguroso. Aunque la evaluación técnica de tradiciones evolucionó durante generaciones, lo hizo —según Schacht— siguiendo esa deficiente línea de crítica del isnād. Más adelante aporta indicios de una amplia fabricación de isnāds proféticos en la generación anterior al maestro de al-Shāfiʿī, Mālik ibn Anas (m. 795), incluso en la célebre «cadena dorada», con lagunas y sustituciones sospechosas.

#### Recepción
Las tesis de Schacht han sido criticadas en décadas recientes, entre otros por M. Muṣṭafā al-Aʿẓamī y Wael Hallaq. Al-Aʿẓamī ofrece una refutación sistemática, señalando generalizaciones excesivas y peticiones de principio; Hallaq sostiene que Schacht supone erróneamente que los eruditos medievales consideraban los hadices como apodícticos, cuando en derecho los juzgaban más bien como probabilísticos y actuaban sobre la base de su peso acumulado.

## Legado
Según Mohsen Haredy (citando a Wael Hallaq), la reacción académica ante Schacht ha producido «tres corrientes»: quienes reconfirman sus conclusiones —a veces yendo más allá— (p. ej., John Wansbrough y Michael Cook); quienes intentan refutarlas (Nabia Abbott, F. Sezgin, M. Azami, Gregor Schoeler, Johann Fück); y quienes buscan una vía intermedia (Motzki, D. Santillana, G. H. Juynboll, Fazlur Rahman, James Robson).
Para David Forte, «casi todos los islamólogos occidentales coinciden en que las pruebas de Schacht contra la autenticidad de las tradiciones son prácticamente irrefutables». Entre sus valedores cita a Maurice Gaudefroy-Demombynes, J. N. D. Anderson, Herbert Liebesny y Seymour Vesey-FitzGerald.

## Obras
- Bergsträsser, Gotthelf: Grundzüge des islamischen Rechts. Editor: Joseph Schacht. Berlín–Leipzig, 1935.
- «Islam in Northern Nigeria», Studia Islamica, 8 (1957), pp. 123–146.
- Schacht, Joseph: An Introduction to Islamic Law. Oxford, 1964.
- Schacht, Joseph: The Origins of Muhammadan Jurisprudence. Oxford University Press, 1950 (ed. 1967 con correcciones y añadidos).